# Calliprason
Calliprason is een kevergeslacht uit de familie van de boktorren (Cerambycidae). De wetenschappelijke naam van het geslacht werd voor het eerst geldig gepubliceerd in 1843 door White.

## Soorten
Calliprason omvat de volgende soorten:
- Calliprason costifer (Broun, 1886)
- Calliprason elegans (Sharp, 1877)
- Calliprason marginatum White, 1846
- Calliprason pallidus (Pascoe, 1875)
- Calliprason sinclairi (White, 1843)